# (8198) 1993 VE2
A (8198) 1993 VE2 a Naprendszer kisbolygóövében található aszteroida. Ueda Szeidzsi és Kaneda Hirosi fedezte fel 1993. november 11-én.